# Чудната история на Петер Шлемил
„Чудната история на Петер Шлемил“ (на немски: Peter Schlemihls wundersame Geschichte) е повест от немския писател Аделберт фон Шамисо (1781–1838), публикувана през 1814 г.

Повестта „Чудната история на Петер Шлемил“ е написана през лятото на 1813 г., когато поетът-романтик Аделберт фон Шамисо преживява тежки политически дни и се занимава с ботаника в имението на едно приятелско семейство. Както сам разказва, той се заел с тази повест, за да създаде забавление на децата. Но възникналата по такъв случаен повод история добила под перото му качества, които, по думите на Томас Ман, „донесли радост и наслада на цял един свят“.
„Петер Шлемил“ се превръща в една от онези велики литературни творби на немския романтизъм, добили световно художествено значение, които и до днес не са загубили нищо от своята свежест и въздействие. Още приживе на писателя историята на човека без сянка бива преведена на всички световни езици и продължава да се преиздава.
Ето как Томас Ман говори за малката книжка на Шамисо в прочутото си есе за този изящен немски стилист от френски произход: „Повествованието започва съвсем реалистично, съвсем всекидневно и голямото изкуство на авторе се състои в това, че съумява докрай, дори и при излагането на най-фантастични събития, да запази с абсолютна точност своя реалистичен и лишен от всякаква необичайност разказвачески тон, така че историята на Шлемил действително се оказва 'чудна', но не в смисъл на нещо свръхестествено и приказно-неправдоподобно, а в смисъл, че се описват редки, дори небивали положения, в които по силата на съдбата може да изпадне всеки заблудил се човек..., така че, ако трябва непременно да дадем някакво жанрово определение на тази история, смятаме, че най-правилно ще бъде да я наречем 'фантастична новела'.“
Човекът в сиво
Още на първите страници на книгата се въвежда съвсем дискретно „човекът в сиво“ – един „мълчалив, слаб, сух, висок възрастен господин“, който по време на едно градинско увеселение у господин Джон за ужас на разказвача започва с най-голямо смирение и любезност да вади „от вътрешния джоб на плътно прилягащия му фрак“ не само портфейла си и един далекоглед, но също и един турски килим, една много удобна палатка и три обяздени ездитни коня.
Това е дяволът и той е обрисуван без нищо демонично – нито сатанинска ирония, нито конско копито. Един крайно учтив, стеснителен човек, който се изчервява, когато повежда решителния разговор за покупката на сянката, и на когото Шлемил, обземан ту от уважение, ту от ужас, също отговаря със смутено-учтив тон. Това, което странният любител на чужди сенки предлага на младежа да си избере в замяна, са все хубави неща: разковниче, корен от алрауна, парица-поврътлица, талер-печеловник, кърпа-самобранка на Роландовия оръженосец, дяволче в бутилка, вълшебната шапка на Фортунато, „запазена, реставрирана, съвсем като нова“ – и така, като се позовава на познати и небудещи съмнение легендарни и приказни мотиви, разказът добива още по-голяма правдоподобност и достоверност. Съблазнен, Шлемил си избира чудотворната кесия, а човекът в сиво коленичи и внимателно отлепва от глава до пети сянката на Шлемил от тревата, вдига я, навива я на руло, сгъва я и я прибира в джоба си.
След като продава сянката си, Петер Шлемил се сдобива с необозримо богатство, но то го изтръгва от кръга на близките му хора. Оттогава насетне някакво тайнствено проклятие тегне над Шлемил, който така и не успява да намери приятелство и любов с парите си. Действителността и приказният свят се смесват в ту драматичните, ту комичните приключения, които той преживява като човек, на пръв поглед облагодетелстван и достоен за завист, но в душата си раздиран между надеждата и отчаянието. Защото сега всеки срещнат, било той мъж, жена или улично хлапе, веднага забелязва, че Шлемил няма сянка и се отнася към него с подигравка, със съжаление или отвращение.
Вътрешно и външно Шлемил се отчуждава от своята човешка същност, понеже като богаташ отвиква от труда, чрез който единствено може да се постигне заслужено признание в обществото. Именно тази загуба на доброто име, което е по-важно от голямото богатство, се символизира в мотива за загубената сянка.
Загубената сянка
Ето тълкуванието на Томас Ман:
„Решаващо тук е обстоятелството, че авторът отдавна е успял така да ни внуши представата за ценността и голямото значение на една 'здрава сянка' за репутацията на всеки човек, че ние вече не чувстваме преувеличението, а напротив, схващаме този, който няма сянка, действително като най-сразения от съдбата, най-непристойния човек на земята. И ние виждаме богатия вече Шлемил, загърнат в широк плащ, с шапка, нахлупена над очите, да напуска нощем при лунна светлина дома си, подгонен от самоизмъчващо се желание да провери общественото мнение, да чуе присъдата си от устата на минувачите. Виждаме го да се свива под състраданието на жените, под подигравката на младежите, под презрението на мъжете, особено на охранените, 'които сами хвърлят широка сянка'. Виждаме го да се прибира, залитайки, с разкъсано сърце в къщи, понеже едно мило девойче случайно погледнало към него и като забелязало, че той е без сянка, спуснало воала върху хубавото си лице и с наведена глава го отминало.“
Разкаянието на Шлемил за извършената сделка е безгранично. И разказът се издига до необикновена висота при описанието на случката с художника, от когото Шлемил под различни предлози се опитва да разбере дали не може човек да получи от него изкуствена, нарисувана сянка. „Който няма сянка, по-добре да не излиза на слънце, така ще е по-разумно и по-безопасно“ – отговаря хладно художникът и като хвърля пронизващ поглед към него, бързо се отдалечава.
След това авторът описва как Шлемил се мъчи да се справи някак със своето нещастие. В момент на слабост той е изповядал пред слугата си, момък с открито и разумно лице, своя позорен недъг и този предан човек, макар и ужасен, превъзмогва себе си и напук на света, остава при своя добър господар, за да му служи и помага според силите си. Той го заобикаля с грижи, навсякъде е пред и с него, предвижда всичко и като по-едър и по-силен от Шлемил, прикрива го бързо при опасност със собствената си великолепна сянка.
Така Шлемил получава възможност да излиза пред хората и да играе известна роля сред тях. „Трябваше да проявявам привидно множество чудачества и капризи – казва той. – Но на богатите хора това им подхожда.“ Провали, унижения наистина не липсват. Ала не минава много време и ето че идва епизодът, при който е представен вариант от безсмъртната тема на романтичната поезия: любовта на обречения, преследвания, опозорения, прокълнатия към една чиста, неподозираща нищо девойка.
Това е една злощастна идилия с дъщерята на лесничея и всичко, което е типично за развитието на подобна тема, е тук налице... „Но колко ново, колко одухотворено, колко живо звучи всичко това!“ – отбелязва Томас Ман.
Шлемил, който заради „провинението си“, сторено на млади години, е изключен от човешкото общество, съвсем не се връща обратно в него и не получава назад сянката си. Той остава самотен, продължава да изкупва вината си, но в замяна на изгубеното житейско щастие провидението го насочва в безграничния простор на природата и той прекарва останалия си живот в служба на науката.
И тъй Шлемил предприема далечни експедиции около цялото земно кълбо. Уточнява географското разположение на неизследвани земя, извършва ботанически и зоологически проучвания от голям мащаб и държи още преди смъртта му неговите ръкописи да бъдат депозирани в Берлинския университет. „Със смирено, строго, непрестанно усърдие аз се стараех да предам точно онова, което като ясен и съвършен първообраз се бе вече представило пред мисления ми поглед, и бях доволен от себе си, когато предаденото от мен съвпадаше с този първообраз.“ Така сам Шамисо обяснява своята фантастична импровизация.
Договорът с Дявола
Неудачният договор с дявола в „Чудната история на Петер Шлемил“ напомня за „Фауст“ на Гьоте, от когото Шамисо се е възхищавал. Но тук от особено значение е степенуването в отчуждаването на героя от обществото. Цената за чудотворната кесия не е душата на Шлемил, а най-напред само сянката му. Двамата, които имат някакво сърдечно отношение към Шлемил, слугата Бендел и Мина, обичат в него човека, а не богатството му. Такова отношение е все още възможно, защото Шлемил не е загубил душата си, но е безкрайно утежнено.
Търговията с душата се извършва едва по-късно, когато Шлемил е в крайно притеснение. Единствената възможност, която му остава, е да откупи сянката си срещу своята душа. Но той отхвърля това, заживява сред природата, извън обществото, като самотник, отдаден изцяло в служба на науката. Той не възвръща сянката си – своята принадлежност към човешкото общество – не намира не само успокоение, но и смисъл на живота си.
„Чудната история на Петер Шлемил“, така близка до приказния свят на Е.Т.А. Хофман, е една от най-прочутите и значими книги в литературата на немския романтизъм. Написана като повест за деца, тя е добила през десетилетията непреходна стойност и се е наредила сред най-високите образци на световната класика.